# Midnight Occult Civil Servants
Midnight Occult Civil Servants (яп. 真夜中のオカルト公務員 Маёнака но Окаруто Ко:муин) — японская манга, созданная Ёко Тамоцу и выходящая в журнале Monthly Asuka издательства Kadokawa Shoten с 23 мая 2015 года. На основе манги был выпущен роман Масуми Судзуки в 2018 году и аниме-сериал студии Liden Films, премьерная трансляция которого началась 7 апреля 2019 года.

## Сюжет
Во всех 23 районах Токио существует департамент «Региональных ночных отношений», занимающийся расследованием паранормальных и оккультных происшествий. Арата Мияко — новый работник такого департамента в специальном районе Синдзюку. Он обладает уникальной способностью, позволяющей ему разговаривать с духами. Ёкай, встреченный Аратой в парке Синдзюку-гёэн, обращаться к нему по имени легендарного волшебника — Абэ-но Сэймэй.

## Персонажи
Арата Мияко (яп. 宮古 新 Мияко Арата)
Сэйю: Дзюн Фукуяма
Кёити Сакаки (яп. 榊 京一 Сакаки Кё:ити)
Сэйю: Томоаки Маэно
Сэо Химэцука (яп. 姫塚セオ Химэцука Сэо)
Сэйю: Мию Ирино
Рэйдзи Сэнда (яп. 仙田礼二 Сэнда Рэйдзи)
Сэйю: Кодзи Юса
Сатору Каноити (яп. 狩野 悟 Каноити Сатору)
Сэйю: Такахиро Сакураи
Уэуэкойотль (яп. ウェウェコヨトル Вэвэкоётору)
Сэйю: Сюнити Токи
Юки (яп. ユキ)
Сэйю: Кадзутоми Ямамото

## Медиа

### Манга
Манга авторства Ёко Тамоцу начала выходить в журнале сёдзё-манги Monthly Asuka издательства Kadokawa Shoten 23 мая 2015 года. Манга также выходит в цифровом виде в журнале Comic Newtype издательства Kadokawa.
На апрель 2019 года было выпущено 10 томов манги. На 22 ноября 2019 планируется выход 12 тома манги, к которому будет прилагаться DVD с OVA-серией. В ней будет анимирована история Fukurōji to Ano ko to Ore to (яп.  Фукуро:дзи то Ано ко то Орэ то, букв. "Тупик, ребёнок и я"), которая расскажет о встрече Сэндо с определенной блондинкой.
| №  | Дата публикации  | ISBN               |
| -- | ---------------- | ------------------ |
| 1  | 26 декабря 2015  | ISBN 9784041036600 |
| 2  | 26 января 2016   | ISBN 9784041036617 |
| 3  | 25 июня 2016     | ISBN 9784041045435 |
| 4  | 26 ноября 2016   | ISBN 9784041051047 |
| 5  | 24 апреля 2017   | ISBN 9784041055571 |
| 6  | 23 сентября 2017 | ISBN 9784041060780 |
| 7  | 24 февраля 2018  | ISBN 9784041060803 |
| 8  | 23 июня 2018     | ISBN 9784041070444 |
| 9  | 22 декабря 2018  | ISBN 9784041075975 |
| 10 | 23 марта 2019    | ISBN 9784041080009 |
| 11 | TBA              |                    |
| 12 | 22 ноября 2019   |                    |

### Роман
Манга была адаптирована в роман Масами Судзуки, который был опубликован под импринтом Kadokawa Horror Bunko 24 июля 2018 года (ISBN 9784041065990).

### Аниме
Аниме-адаптация манги была анонсирована 21 июня 2018 года. Режиссёром сериала стал Тэцуя Ватанабэ, а за сценарий отвечал Тацуто Хигути. Дизайном персонажей занимался Эрико Ито, а за анимацию отвечала студия Liden Films. Премьера сериала состоялась 7 апреля 2019 года на каналах Tokyo MX, SUN, BS11, KBS и TVA.
Начальную песню сериала «dis-communicate» исполняет Дзюн Фукуяма, тогда как завершающую «Yakusoku no Overture» — Сюнити Токи.
Дополнительная OVA-серия вышла 22 ноября 2019 года как приложение к 12 тому манги.
| #  | Название серии | Дата трансляции |  |
| -- | --- | --------------- |  |
|    | |                 |  |
| 1  | Angels and Tengu Above the Shinjuku Skyline «Синдзюку дзё:ку: но тэнгу то тэнси» (新宿上空の天狗と天使)                               | 7 апреля 2019   |  |
| 2  | The White Nekomata of Kagurazaka «Кагурадзака но сирои нэкомата» (神楽坂の白い猫又)                                                   | 14 апреля 2019  |  |
| 3  | The Trickster with Amber Eyes «Кохаку но хитоми но ториккусута:» (琥珀の瞳のトリックスター)                                           | 21 апреля 2019  |  |
| 4  | Fixed-Point Observation in Kabukicho «Кабукитё: но тэйтэн кансоку» (歌舞伎町の定点観測)                                               | 28 апреля 2019  |  |
| 5  | The Parallel World Elevator of the City Hall Observation Deck «Тотё тэнбо:-сицу но исэкай эрэбэ:та:» (都庁展望室の異世界エレベーター) | 5 мая 2019      |  |
| 6  | Devil and Sense of Loss «Акума то Со:сицукан» (悪魔と喪失感)                                                                          | 12 мая 2019     |  |
| 7  | Sense of Loss and Proof of Despair «Со:сицукан то Дзэцубо: но Сё:мэй» (喪失感と絶望の証明)                                            | 19 мая 2019     |  |
| 8  | Old Coyote and the Garden of Falling Stars «Оита Коётэ то Хоси Фуру Нива» (老いたコヨーテと星降る庭)                                  | 26 мая 2019     |  |
| 9  | The Dream Demon of the Haunted Apartment Block «Ю:рэй Данти но Мума» (幽霊団地の夢魔)                                                 | 2 июня 2019     |  |
| 10 | White Cocoon and Blue Flames «Сирой Маю то Аой Хоно:» (白い繭と青い炎)                                                                | 9 июня 2019     |  |
| 11 | The Ears of Sand and the Guts of a New Employee «Суна но Мими то Синдзин но Кондзё:»                                                  | 16 июня 2019    |  |

## Критика
В созданном критиками Anime News Network превью для аниме, большинство из них сошлись во мнении, что аниме не обладает какими-то особо сильными чертами, но у него и нет ярких недостатков. Оно вполне честно отрабатывает свой сеттинг — государственные служащие занимаются отношениями между сверхъестественными созданиями в современном Токио. Аниме не склоняется ни в сторону экшена, ни в сторону ужасов, которых могли бы ожидать некоторые зрители от произведения про сверхъестественных созданий. Техническое исполнение сериала не вызывает нареканий, хотя отдельные авторы отмечают, что некоторые элементы могли бы быть лучше и интереснее.